# Vazektomija
Vazektomíja pomeni operacijsko prekinitev ali delno odstranitev semenovoda. Z vazektomijo se pri moškem doseže trajna sterilizacija oziroma zaščita pred zaploditvijo. Zaradi prekinitve obeh semenovodov v izlivu po posegu semenčice več niso prisotne.

## Postopek
Semenovoda se prerežeta, prosti konci se zašijejo. Postopek se izvaja pod lokalno anestezijo in traja okoli 20 minut. Poseg se izvaja ambulantno. Rana se zašije z enim do dvema šivoma, bolnik pa lahko takoj po posegu odide domov. Sterilnost je zagotovljena šele po 10–20 izlivih po opravljeni vazektomiji, saj v semenovodih po posegu ostane še majhna količina semenčic. Po približno 10 izlivih se priporoča kontrola semenskega izliva, da se oceni uspešnost posega. Za dokaz sterilnosti se pregledata 2 ejakulata, v katerih ne sme biti semenčic.

## Zapleti
Zapleti, ki se lahko pojavijo pri vazektomiji, so hematomi (pri manj kot 5 % bolnikov), granulomi zaradi uhajanja semenske tekočine v tkivo, spontana ponovna anastomoza (povezanje obeh koncev prekinjenega semenovoda).

## Vpliv na spolno slo
Po vazektomiji moda še naprej proizvajajo testosteron in druge moške spolne hormone ter jih izločajo v kri. Ena od študij je pokazala, da se spolna sla zmanjša pri 6 % moških po vazektomiji, medtem ko nekatere študije kažejo na višji delež, na primer okoli 20 %. Poseg ne povzroča objektivnih sprememb, ki bi vplivale na spolno slo, saj se raven hormonov ter izliv in občutki ob njem ne spremenijo. Zmanjšanje spolne sle je verjetno psihološkega izvora in je običajno prehodno.